# Liski
Liski (russisk: Ли́ски; tr. Liski) er en by i Voronezj oblast i Rusland. Den ligger ved floden Don, omkring 80 km syd for Voronezj. Byen har et indbyggertal på 54.788(2015).
Liski blev grundlagt i 1571 som Novaja Pokrovka. I 1943 blev navnet ændret til Svoboda, og i 1965 til Georgiu-Dezj, efter den rumænske kommunistiske leder Gheorghe Gheorghiu-Dej. I 1990 fik den sit nuværende navn, Liski.